# Ушаково (Промишленнівський округ)
Ушако́во (рос. Ушаково) — присілок у складі Промишленнівського округу Кемеровської області, Росія.

## Населення
Населення — 219 осіб (2010; 222 у 2002).
Національний склад (станом на 2002 рік):
- росіяни — 97 %